# Dimapur (Distrikt)

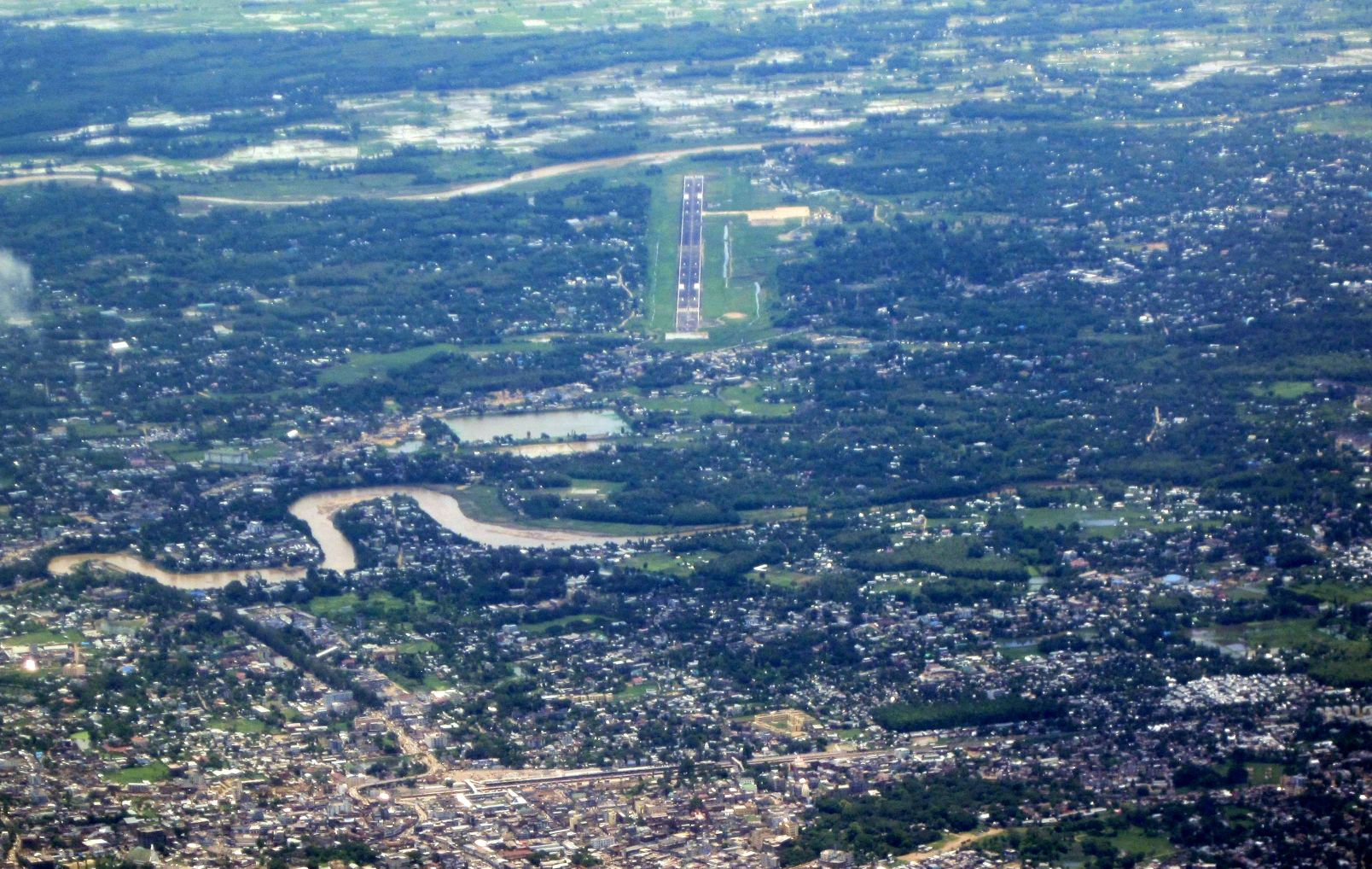
Stadt Dimapur

Dimapur ist ein Distrikt im Westen des nordostindischen Bundesstaates Nagaland.
Die Fläche beträgt 927 km². Sitz der Verwaltung ist die gleichnamige Stadt Dimapur.

## Bevölkerung
Nach der Volkszählung 2011 hat der Distrikt Dimapur 378.811 Einwohner. Bei 409 Einwohnern pro Quadratkilometer ist der Distrikt sehr dicht besiedelt. Der Distrikt ist überwiegend städtisch geprägt. Von den 378.811 Bewohnern wohnen 180.942 Personen auf dem Land und 197.869 (52,23 %) Menschen in städtischen Gemeinden.
Der Distrikt Dimapur gehört zu den Gebieten Indiens, die mehrheitlich von Angehörigen der „Stammesbevölkerung“ (scheduled tribes) besiedelt sind. Zu ihnen gehörten (2011) 223.989 Personen (59,13 Prozent der Distriktsbevölkerung). Es gibt keinen einzigen Dalit (scheduled castes) im Distrikt.
Von den Bewohnern sind nur 218.804 Personen (57,76 Prozent der Bewohner) im Distrikt geboren. Insgesamt 64.857 Personen wurden in anderen indischen Bundesstaaten geboren (darunter 33.256 Personen in Assam, 10.941 Personen in Bihar, 5.727 Personen in Manipur und 2.657 Personen in Westbengalen). Von den 2.634 im Ausland geborenen Personen sind 2.199 aus Nepal und nur 248 Personen aus den nahe gelegenen Staaten Bangladesch und Myanmar.

### Bevölkerungsentwicklung
Wie überall in Indien wächst die Einwohnerzahl im Distrikt Dimapur seit Jahrzehnten stark an. Die Zunahme betrug in den Jahren 2001–2011 22,9 Prozent (22,92 %). In diesen zehn Jahren nahm die Bevölkerung um über 70.000 Menschen zu. Ab 1960 setzte eine starke Zuwanderung in das damals dünn besiedelte Gebiet ein. Dies führte zu einem Bevölkerungswachstum von 2300 % in nur 50 Jahren. Die Entwicklung verdeutlicht folgende Tabelle:

### Bedeutende Orte
Im Distrikt gibt es mit dem Distrikthauptort Dimapur, Chumukedima, Kuda und Diphupar 'A' vier Orte mit mehr als 10000 Einwohnern. Medziphema, Puranabazar 'A' und Rangapahar sind Orte, die ebenfalls als Städte (notified towns) gelten.

### Bevölkerung des Distrikts nach Geschlecht
Der Distrikt hatte – für Indien üblich – stets deutlich mehr männliche als weibliche Einwohner. Wegen der starken Zuwanderung lag er bis in die jüngste Zeit allerdings weit über dem indischen Durchschnitt. Bei den jüngsten Bewohnern (unter 7 Jahren) liegen die Anteile bei 50,86 % männlichen zu 49,14 % weiblichen Geschlechts.
| Verteilung der Bevölkerung nach Geschlecht im Distrikt Dimapur |                   |                   |                   |                   |                   |                   |                   |                   |                   |                   |                   |                   |
|                                                                | Volkszählung 1961 | Volkszählung 1961 | Volkszählung 1971 | Volkszählung 1971 | Volkszählung 1981 | Volkszählung 1981 | Volkszählung 1991 | Volkszählung 1991 | Volkszählung 2001 | Volkszählung 2001 | Volkszählung 2011 | Volkszählung 2011 |
| Anzahl                                                         | Anteil            | Anzahl            | Anteil            | Anzahl            | Anteil            | Anzahl            | Anteil            | Anzahl            | Anteil            | Anzahl            | Anteil            |                   |
| GESAMT                                                         | 15.767            | 100 %             | 42.002            | 100 %             | 111.594           | 100 %             | 176.925           | 100 %             | 308.174           | 100 %             | 378.811           | 100 %             |
| Männer                                                         | 9.051             | 57,40 %           | 25.549            | 60,83 %           | 65.351            | 58,56 %           | 96.725            | 54,67 %           | 166.247           | 53,95 %           | 197.394           | 52,11 %           |
| Frauen                                                         | 6.716             | 42,60 %           | 16.453            | 39,17 %           | 46.243            | 41,44 %           | 80.200            | 45,33 %           | 141.927           | 46,05 %           | 181.417           | 47,89 %           |

### Bevölkerung des Distrikts nach Sprachen
Die Bevölkerung des Distrikts Dimapur ist sprachlich sehr gemischt. Mit Bengali, Nepali und Hindi sind drei der fünf Hauptsprachen Sprachen von Zugewanderten. Insgesamt 16 Sprachen werden von mindestens 1 Prozent der Bevölkerung als Muttersprache verwendet. Neben den unten aufgelisteten Sprachen sind dies Assamesisch (5.704 Personen), Dimasa (4.795 Personen), Manipuri (5.957 Personen), Sangtam (5.630 Personen), Sema (3.867 Personen), Yimchungre (4.357 Personen) und Zeliang (4.527 Personen). Die weitverbreitetsten Sprachen zeigt die folgende Tabelle:
| Jahr                                   | Bengali | Bengali | Ao     | Ao    | Nepali | Nepali | Lotha  | Lotha | Hindi  | Hindi | Angami | Angami | Bhojpuri | Bhojpuri | Kuki  | Kuki | Chakhesang | Chakhesang | Gesamt  | Gesamt   |
| Jahr                                   | Zahl    | %       | Zahl   | %     | Zahl   | %      | Zahl   | %     | Zahl   | %     | Zahl   | %      | Zahl     | %        | Zahl  | %    | Zahl       | %          | Zahl    | %        |
| -------------------------------------- | ------- | ------- | ------ | ----- | ------ | ------ | ------ | ----- | ------ | ----- | ------ | ------ | -------- | -------- | ----- | ---- | ---------- | ---------- | ------- | -------- |
| 2011                                   | 57.622  | 15,21   | 41.527 | 10,96 | 21.596 | 5,70   | 18.353 | 4,84  | 17.964 | 4,74  | 13.464 | 3,55   | 8.511    | 2,25     | 7.549 | 1,99 | 6.820      | 1,80       | 378.811 | 100,00 % |
| Quelle: Ergebnis der Volkszählung 2011 |         |         |        |       |        |        |        |       |        |       |        |        |          |          |       |      |            |            |         |          |

### Bevölkerung des Distrikts nach Bekenntnissen
Die tibetoburmanischen Bewohner sind in den letzten 100 Jahren fast gänzlich zum Christentum übergetreten. Die bedeutendsten Gemeinschaften innerhalb des Christentums sind die Presbyterianer (Reformierte), Baptisten und Katholiken. Die Hindus und Muslime bilden bedeutende religiöse Minderheiten und sind hauptsächlich Zugewanderte aus anderen Regionen Indiens und aus Bangladesch. Von den Hindus leben 73.427 Personen (67,43 Prozent aller Hindus) in den Städten. Ihr Anteil beträgt in Rangapahar 87,55 %, in Kuda 50,12 % und in Dimapur 41,11 %. Bei den Muslimen ist der Anteil der Stadtbewohner geringer als bei den Hindus. Nur in der Stadt Dimapur sind sie mit 11,21 Prozent Bevölkerungsanteil weit überdurchschnittlich vertreten. Die Christen sind sowohl in den Städten (52,46 Prozent der Bewohner) wie auch auf dem Land (72,09 Prozent der Bewohner) in der Mehrheit. Die genaue religiöse Zusammensetzung der Bevölkerung zeigt folgende Tabelle:
| Jahr                                   | Buddhisten | Buddhisten | Christen | Christen | Hindus  | Hindus | Jainas | Jainas | Muslime | Muslime | Sikhs | Sikhs | Andere | Andere | keine Angaben | keine Angaben | Gesamt  | Gesamt   |
| Jahr                                   | Zahl       | %          | Zahl     | %        | Zahl    | %      | Zahl   | %      | Zahl    | %       | Zahl  | %     | Zahl   | %      | Zahl          | %             | Zahl    | %        |
| -------------------------------------- | ---------- | ---------- | -------- | -------- | ------- | ------ | ------ | ------ | ------- | ------- | ----- | ----- | ------ | ------ | ------------- | ------------- | ------- | -------- |
| 2011                                   | 1.270      | 0,34       | 234.239  | 61,84    | 108.900 | 28,75  | 2.148  | 0,57   | 31.212  | 8,24    | 566   | 0,15  | 157    | 0,04   | 319           | 0,08          | 378.811 | 100,00 % |
| Quelle: Ergebnis der Volkszählung 2011 |            |            |          |          |         |        |        |        |         |         |       |       |        |        |               |               |         |          |

## Bildung
Dank bedeutender Anstrengungen ist die Alphabetisierung in den letzten Jahrzehnten stark gestiegen. Im städtischen Bereich können sieben von acht Personen lesen und schreiben. Auf dem Land können fast 82 Prozent lesen und schreiben. Typisch für indische Verhältnisse sind die starken Unterschiede zwischen den Geschlechtern und der Stadt-/Landbevölkerung.
| Alphabetisierung im Distrikt Dimapur   |                   |                   |
| Einheit                                | Volkszählung 2011 | Volkszählung 2011 |
| Einheit                                | Anzahl            | Anteil            |
| GESAMT                                 | 278.037           | 84,79 %           |
| Männer                                 | 150.142           | 87,54 %           |
| Frauen                                 | 127.895           | 81,77 %           |
| STADT GESAMT                           | 151.215           | 87,39 %           |
| Stadt-Männer                           | 81.802            | 89,60 %           |
| Stadt-Frauen                           | 69.413            | 84,92 %           |
| LAND GESAMT                            | 126.822           | 81,88 %           |
| Land-Männer                            | 68.340            | 85,20 %           |
| Land-Frauen                            | 58.482            | 78,32 %           |
| Quelle: Ergebnis der Volkszählung 2011 |                   |                   |

## Verwaltungsgliederung
Der Distrikt war bei der letzten Volkszählung 2011 in acht Circles (Kreise) aufgeteilt.
| Bevölkerung in den Circles |            |            |             |             |            |            |               |               |          |          |            |            |         |         |         |         |
|                            | Aquqhnaqua | Aquqhnaqua | Chumukedima | Chumukedima | Dansiripar | Dansiripar | Dimapur Sadar | Dimapur Sadar | Kuhoboto | Kuhoboto | Medziphema | Medziphema | Nihokhu | Nihokhu | Niuland | Niuland |
| Anzahl                     | Anteil     | Anzahl     | Anteil      | Anzahl      | Anteil     | Anzahl     | Anteil        | Anzahl        | Anteil   | Anzahl   | Anteil     | Anzahl     | Anteil  | Anzahl  | Anteil  |         |
| GESAMT                     | 9.193      | 100 %      | 125.400     | 100 %       | 17.362     | 100 %      | 169.613       | 100 %         | 12.518   | 100 %    | 24.149     | 100 %      | 8.699   | 100 %   | 11.876  | 100 %   |
| Männer                     | 4.548      | 49,47 %    | 64.337      | 51,31 %     | 8.933      | 51,45 %    | 89.948        | 53,03 %       | 6.297    | 50,31 %  | 13.077     | 54,15 %    | 4.349   | 49,99 % | 5.905   | 49,72 % |
| Frauen                     | 4.645      | 50,53 %    | 61.063      | 48,69 %     | 8.429      | 48,55 %    | 79.665        | 46,97 %       | 6.222    | 49,69 %  | 11.072     | 45,85 %    | 4.350   | 50,01 % | 5.971   | 50,28 % |
| Stadt                      | 0          | 0 %        | 43.516      | 34,70 %     | 0          | 0 %        | 145.615       | 85,85 %       | 0        | 0 %      | 8.738      | 36,18 %    | 0       | 0 %     | 0       | 0 %     |
| Land                       | 9.193      | 100 %      | 81.884      | 65,30 %     | 17.362     | 100 %      | 23.998        | 14,15 %       | 12.518   | 100 %    | 15.411     | 63,82 %    | 8.699   | 100 %   | 11.876  | 100 %   |